# Сумерки. Стога
«Сумерки. Стога» — картина русского художника Исаака Левитана (1860—1900). Картина написана в 1899 году, хранится в собрании Государственной Третьяковской галереи (инв. 5737). Размер картины — 59,8 × 84,6 см.

## История и описание
В поздний период творчества Левитан обращается к спокойным, умиротворенным сюжетам. Любимым временем суток для художника становятся сумерки и поздний вечер. Темы полей и стогов в пейзаже не новы, к ним обращались и другие художники. Серия изображений стогов Моне вдохновила Левитана на колористические искания в конце 1890-х годов. В картине «Сумерки. Стога» художник обратился к излюбленному Моне мотиву, но решил её в ином ключе.
Картина «Сумерки. Стога», одна из последних работ Левитана, написана в 1899 году в доме Чеховых, в Ялте. В книге Софьи Пророковой «Левитан» приведена история создания этого произведения: «В кабинете топился камин. Антон Павлович разгуливал, заложив руки за спину, и сокрушался о том, что ему, прирождённому северянину, приходится жить вдали от снега, берез и глухих лесов. Левитан попросил Марию Павловну принести картон, пристроил его в длинном углублении камина. Разговоры смолкли. Левитан писал. Когда он отошел от картона, все увидели луну, поднимающуюся за стогами. Словно сильным запахом свежего сена повеяло в комнате. Родной пейзаж. Теперь он всегда будет перед глазами Чехова, когда он поднимет их от листочков, исписанных убористым почерком. Он будет напоминать о далёкой природе севера и о несравненном художнике. Картина понравилась Чехову. Он писал о ней О. Л. Книппер: „У нас Левитан. На моём камине он изобразил лунную ночь во время сенокоса. Луг, копны, вдали лес, надо всем царит луна“».
Работу характеризует мягкий голубовато-зеленый колорит, статичность композиции, спокойный мазок, отказ от мелких подробностей и обобщение формы. Холодная гамма богата серо-голубыми и сине-зелёными оттенками. Левитан не отказывается от плановости и строит композицию уравновешенной, определяя композиционным центром луну на небе, от которой исходит легкий свет. Сглаженным крупным мазком Левитан добивается характерного этому времени суток ощущения спокойствия и тишины. Мягкий, богатый оттенками колорит, полностью передает умиротворенное настроение и спокойное состояние природы.

## Отзывы
Искусствовед Алексей Фёдоров-Давыдов писал:
«После дождя. Плёс», «Март» и «Сумерки. Стога» можно назвать характерными произведениями, отмечающими, как вехи, внутреннюю и внешнюю живописную эволюцию левитановского творчества.  Упрощая, порою стилизуя формы в своих поздних полотнах, Левитан остается до конца реалистом. Кажущиеся едва намеченными формы деревьев, изб, стогов на самом деле переданы чрезвычайно верно. Здесь у Левитана, как и у Серова, в основе всегда точный рисунок и уверенный, определенный мазок. Это упрощение, но такое, которое достигается лишь огромным знанием предмета изображения и верным, тренированным глазом, дисциплиной рисунка и живописи.
Искусствовед Фаина Мальцева отмечала:
В сочетании лирического и эпического начала заключены неповторимое обаяние и трогательная нежность пейзажа «Сумерки. Стога». Сила воздействия этого произведения кажется неисчерпаемой именно потому, что оно способно вызвать широкий круг жизненных ассоциаций и вместе с тем донести до зрителя лирические чувства, пережитые пейзажистом перед лицом натуры.